# Cantone di Paquisha
Il Cantone di Paquisha è un cantone dell'Ecuador che si trova nella Provincia di Zamora Chinchipe.
Il capoluogo del cantone è Paquisha.
Il cantone fu creato il 23 ottobre 2002 dividendosi dal cantone di Centinela del Cóndor.